# Ural-4320
Ural-4320 este un camion produs de Ural din 1977 până în prezent (2021). În prezent, aproximativ 900.000 de unități ale camionului au fost produse și vândute în întreaga lume. Camionul a înlocuit camionul Ural-375, dar au fost produse împreună până în 1993. Camionul nu împărtășea nici o parte cu predecesorul său. Vehiculul a primit diverse motoare noi de-a lungul anilor și a fost vizat atât pe piețele militare, cât și pe piețele civile.

## Istoric
În 1977, camionul a fost eliberat ca succesor al camionului Ural-375. În primele luni ale lansării sale, au fost produse și vândute doar 38 de unități, cu toate acestea, vânzările au crescut în mod semnificativ de-a lungul anilor, fiind cel mai comun camion militar din Rusia și din țările vecine. În 1979, aproximativ 32.000 de unități au fost produse și vândute, iar camionul a fost comercializat împreună cu Ural-375.
În 1985 camionul a primit un motor nou. În 1991, când Uniunea Sovietică a fost demontată, camionul a continuat producția împreună cu camionul Ural-375, dar producția Ural-375 s-a încheiat în 1993. Din 1995, vehiculul a început să fie exportat și în Grecia, Cuba, Armenia, Bangladesh, Georgia și Africa. În 2015, camionul a început să fie exportat și în România, Cipru și Italia. Șasiul vehiculului este, de asemenea, utilizat pe o serie de camioane militare COE cu piese de la Iveco.